# El Devot Crist de Perpinyà

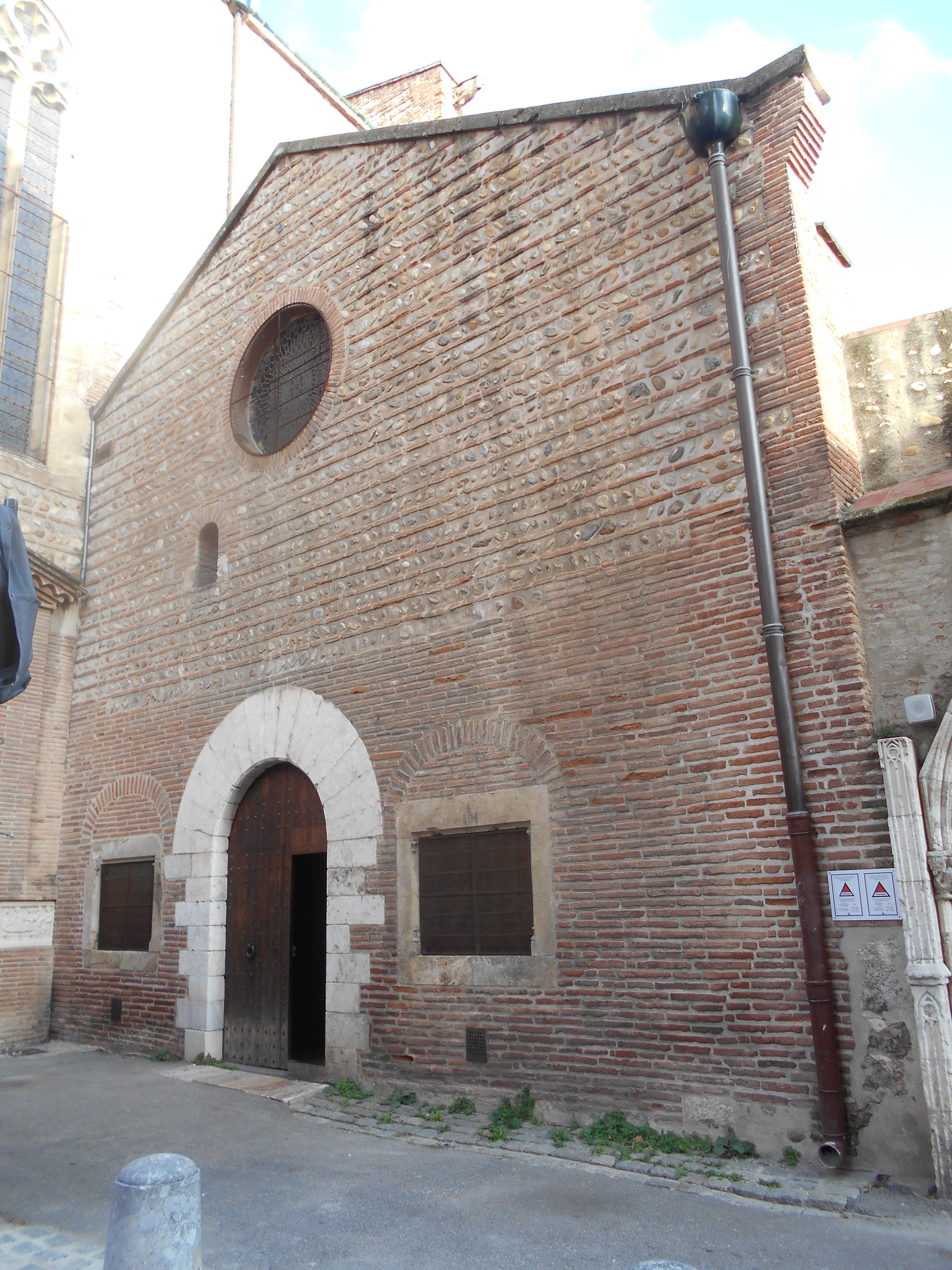
El Devot Crist de Perpinyà. Façana occidental

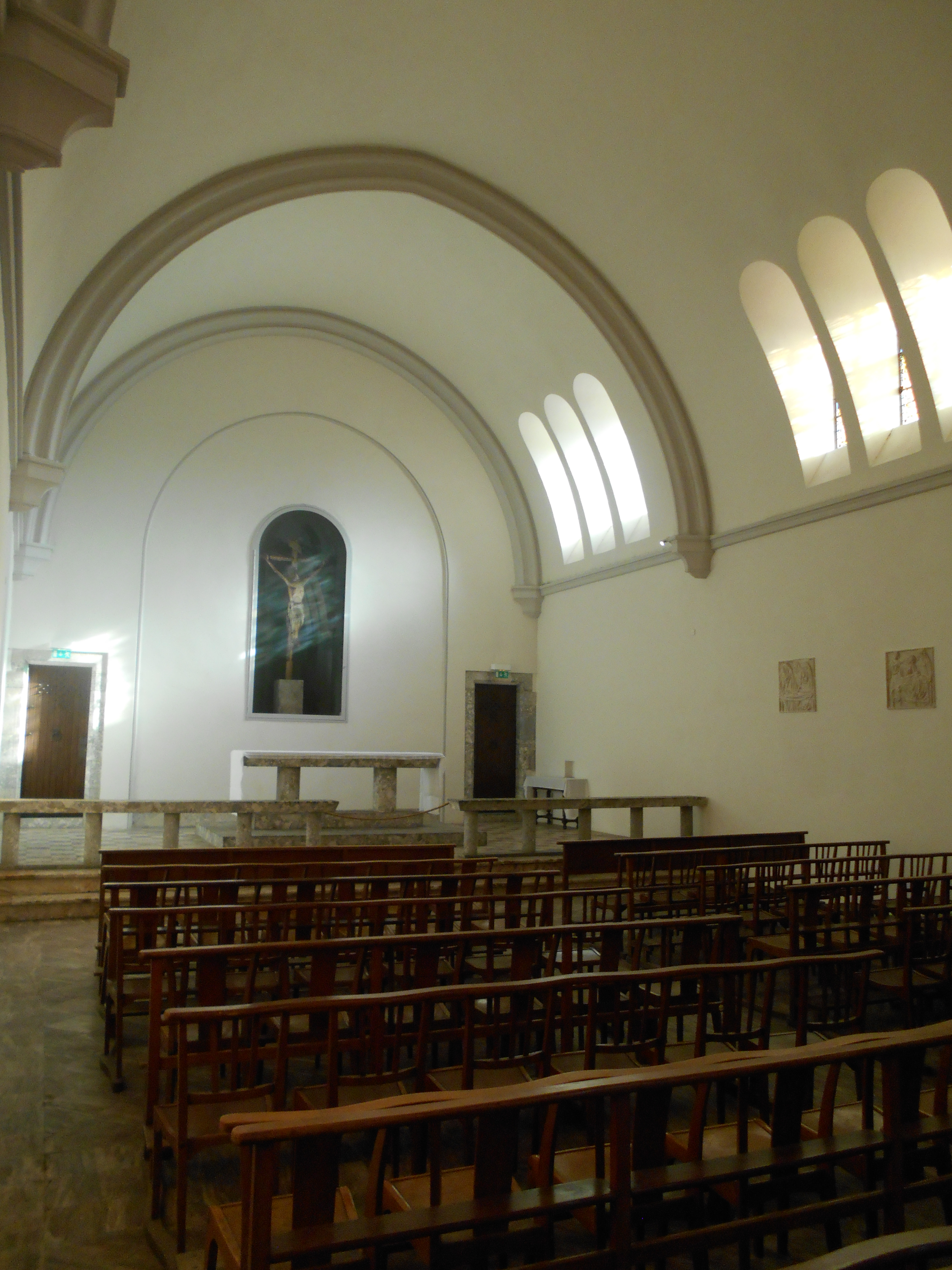
Interior de la capella

El Devot Crist de Perpinyà és una capella de la ciutat de Perpinyà, a la comarca del Rosselló, de la Catalunya del Nord.
És en el barri de Sant Joan, al carrer de l'Almirall Ribeil, a ran de la porta meridional de la catedral de Sant Joan Baptista; la seva nau s'allargassa al costat del primer tram septentrional del Campo Santo.
És una església no gaire grossa, d'una sola nau sense absis diferenciat de la nau, tot i que encarat a llevant, i amb obertures cap al sud, atès que tota la paret nord de l'església és el mateix mur meridional de la catedral de Sant Joan Baptista.